# Peney-le-Jorat
Peney-le-Jorat är en ort i kommunen Jorat-Menthue i kantonen Vaud i Schweiz. Den ligger cirka 14,5 kilometer nordost om Lausanne. Orten har 445 invånare (2021).
Orten var före den 1 juli 2011 en egen kommun, men slogs då samman med kommunerna Montaubion-Chardonney, Sottens, Villars-Mendraz och Villars-Tiercelin till den nya kommunen Jorat-Menthue.